# قنات فرمانفرما
قنات فرمانفرما یا قنات کوثریه و یا نام مشهور آن آب فرمانفرما قناتی بوده که آب مصرفی قسمت بزرگی از تهران قدیم را تأمین می‌کرده‌است.

## مشخصات قنات
اعتماد السلطنه سال ساخت این قنات را در حدود سال ۱۳۰۰ قمری ذکر می‌کند. ولی احتمال دارد ساخت آن به دستور حاج میرزا آقاسی صدراعظم محمدشاه قاجار صورت گرفته باشد.
به دلیل اینکه مظهر قنات در املاک فرمانفرما بود، بنام قنات فرمانفرما مشهور شد.

## مسیر قنات
این قنات در سمت غربی پایتخت، احداث شده بود و سرچشمه آن از اراضی کن بوده و پس از گذشتن از طرشت، در امتداد شمال خیابان طرشت به سمت شرق، به فاصلهٔ ۲۰ متری شمال خیابان سرازیر می‌شود. در مقابل مسجد لولاگر، وارد خیابان طرشت شده و در محل تلاقی خیابان حشمت‌الدوله (آذربایجان)، به خیابان اخیر وارد می‌شود و از پیاده‌رو جنوب خیابان گذشته، خیابان سی‌متری (کارگر جنوبی) را قطع می‌کند و ادامه یافته تا مقابل کوچه بیهقی؛ به سمت جنوب منحرف شده و در محل تقاطع کوچه عسجدی (۱۲ فروردین) و خیابان پاستور، ظاهر می‌شود. بده آن، در حدود ۶ سنگ بود. آب این قنات، قنات شاه و قنات حاج‌علیرضا، از جمله آبهای خوب و سبک تهران به‌شمار می‌رفت.